# Artroscòpia

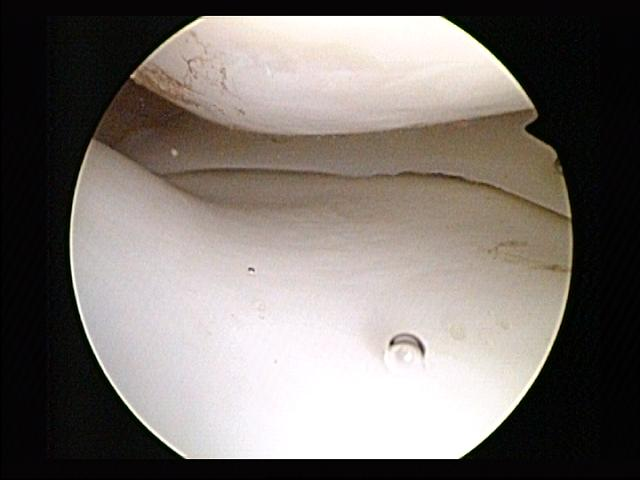
Visió artroscòpica del menisc, entre el fèmur (a dalt) i la tíbia (a baix)

L'artroscòpia és un tipus d'endoscòpia. Consisteix en la visualització d'una articulació, com per exemple el genoll, per tal d'observar el menisc i la resta de la seva anatomia interna. Això s'aconsegueix amb l'ús d'un artroscopi, un instrument semblant a l'endoscopi, de menor longitud, i adaptat de certa manera per ser més utilitzable en una articulació. Hi ha dues formes d'artroscòpia: la terapèutica i la diagnòstica.
L'artroscòpia es coneix des de 1932, quan un japonès, Kenji Takagi, inspirat en un instrument per veure la vesícula, va desenvolupar el primer artroscopi. No obstant això passaria molt temps fins a la popularització del seu invent. Però el veritable boom va ocórrer en la dècada del 90, amb l'aparició de càmeres cada vegada més petites, i de la fibra òptica. Un altre avenç important de finals del segle vint va ser l'aparició de la radiofreqüència, un instrumental especial que realitza talls precisos.
L'artroscòpia és una tècnica quirúrgica inventada al Japó i portada a Europa pel Dr Henri Dorfmann. L'artroscòpia permet veure l'articulació, efectuar extirpacions o realitzar petites cirurgies. Es practica sovint sota anestèsia regional, locoregional o general, ja que per realitzar una artroscòpia és necessari fer una o dues petites incisions. Una serveix per introduir l'artroscopi i l'altra per als instruments, aspirar o il·luminar l'articulació. L'artroscòpia consisteix a introduir en una articulació un petit tub rígid, l'artroscopi, connectat a una càmera que permetrà el cirurgià visualitzar la regió intraarticular en un monitor. El cirurgià fa altres incisions per introduir els miniinstruments que utilitzarà: pinces, tisores, o freses. Entre les operacions corrents, es pot seccionar el menisc o retirar-lo, reforçar lligaments lesionats, reorganitzar el cartílag danyat o eliminar un cos estrany. La intervenció és ràpida i el pacient es recupera ràpidament després de vint hores d'immobilització.
L'artroscopi pot ser equipat amb diferents eines, de tal manera que sense necessitat d'una operació invasiva, es puguin realitzar correccions en l'articulació.
En la terapèutica, l'artroscòpia és implementada amb instruments i la finalitat de la intervenció és fer sanar o tractar una articulació. En la diagnòstica, l'artroscòpia no està equipada amb més que la càmera bàsica, i la finalitat de la intervenció és fer un diagnòstic, revisar l'àrea o observar la zona per a futures operacions del tipus invasiu.

## Avantatges i inconvenients de l'artroscòpia
L'artroscòpia és una intervenció poc invasiva que es realitza mitjançant petites incisions s'entra per veure com a través d'una òptica, els lligaments, menisc, cartílag i sinovial.

### Avantatges
- Evitar un abordatge agressiu.
- Aconseguir una recuperació més ràpida.

### Inconvenients
- No sempre es poden veure totes les lesions realitzant aquesta pràctica.
- Dificultat de la tècnica a realitzar i l'aprenentatge que necessita per tenir bons resultats com en altres tècniques.

## Riscos de l'artroscòpia
Com en tota operació sempre neixen riscos diferents, però, en aquest cas, les complicacions no són gaires.
1. Infecció.
2. Trombosi venosa (quan la sang deixa de circular).
3. Lesió neurovascular.